# Chrysotrichia berduri
Chrysotrichia berduri is een schietmot uit de familie Hydroptilidae. De soort komt voor in het Oriëntaals gebied.